# Vlad Dragomir
Vlad Mihai Dragomir (Timișoara, 24 aprile 1999) è un calciatore rumeno, centrocampista del Pafos.

## Caratteristiche tecniche
È un centrocampista centrale, di piede mancino, molto duttile tatticamente, può avanzare il suo raggio d'azione, giocando spesso da trequartista, abile tecnicamente, si dimostra inoltre un buon assist-man.

## Carriera

### Club
Cresciuto nelle giovanili del Politehnica Timișoara, squadra della sua città natale, fa il suo esordio in prima squadra, il 30 agosto 2014, all'età di 15 anni e quattro mesi, nella Liga II, in seconda serie rumena nella partita vinta per 2-0 in trasferta contro il Mioveni.
Nel giugno 2015 viene ingaggiato dall'Arsenal per 115.000 euro, dove milita per tre anni, nella squadra riserve dei Gunners, con cui firma il suo primo contratto professionistico il 25 aprile 2016. Il 28 settembre 2017 viene convocato dall'allenatore Arsène Wenger in prima squadra, per la partita di Europa League contro il BATĖ Borisov, dove tuttavia non entra in campo.
Lasciato l'Arsenal, nell'agosto del 2018 viene acquistato a parametro zero dal Perugia con cui firma un contratto triennale. Il 22 settembre successivo, segna la sua prima rete con la maglia del Grifo, siglando il goal della bandiera nella sconfitta per 4-1 fuori casa contro il Palermo. In due anni e mezzo colleziona 76 presenze e 3 gol in tutto tra Serie B, Serie C e Coppa Italia.
Il 26 gennaio 2021 viene acquistato dalla Virtus Entella in Serie B debuttando il 7 febbraio nel secondo tempo di Reggiana-Entella 2-1. Segna il suo primo e unico gol con il club di Chiavari il 10 maggio nella sconfitta per 3-2 contro il Pisa. A fine stagione dopo la retrocessione dell’Entella rimane svincolato.
Il 30 agosto 2021 viene acquistato dal Pafos, nel massimo campionato cipriota.

### Nazionale
Compie tutta la trafila delle nazionali giovanili rumene, facendo poi il suo debutto come titolare con l'under-21 il 15 novembre 2018 nell'amichevole pareggiata contro il Belgio (3-3).
Il 15 marzo 2025, dopo avere paventato l'idea di ottenere la cittadinanza cipriota per rappresentare la nazionale, viene convocato per la prima volta dalla Romania. Esordisce con la massima selezione rumena nove giorni dopo nel successo esterno per 1-5 in casa di San Marino.

## Statistiche

### Presenze e reti nei club
Statistiche aggiornate al 7 novembre 2024.
| Stagione        | Squadra         | Campionato      | Campionato | Campionato | Coppe nazionali | Coppe nazionali | Coppe nazionali | Coppe continentali | Coppe continentali | Coppe continentali | Altre coppe | Altre coppe | Altre coppe | Totale | Totale |
| Stagione        | Squadra         | Comp            | Pres       | Reti       | Comp            | Pres            | Reti            | Comp               | Pres               | Reti               | Comp        | Pres        | Reti        | Pres   | Reti   |
| --------------- | --------------- | --------------- | ---------- | ---------- | --------------- | --------------- | --------------- | ------------------ | ------------------ | ------------------ | ----------- | ----------- | ----------- | ------ | ------ |
| 2014-2015       | Poli Timisoara  | L2              | 2          | 0          | CR              | 0               | 0               | -                  | -                  | -                  | -           | -           | -           | 2      | 0      |
| 2018-2019       | Perugia         | B               | 31+1       | 1          | CI              | 0               | 0               | -                  | -                  | -                  | -           | -           | -           | 32     | 1      |
| 2019-2020       | Perugia         | B               | 22+2       | 0          | CI              | 3               | 0               | -                  | -                  | -                  | -           | -           | -           | 27     | 0      |
| 2020-gen. 2021  | Perugia         | C               | 15         | 1          | CI              | 2               | 1               | -                  | -                  | -                  | -           | -           | -           | 17     | 2      |
| Totale Perugia  | Totale Perugia  | Totale Perugia  | 68+3       | 2          |                 | 5               | 1               |                    | -                  | -                  |             | -           | -           | 76     | 3      |
| gen.-giu. 2021  | Virtus Entella  | B               | 17         | 1          | CI              | -               | -               | -                  | -                  | -                  | -           | -           | -           | 17     | 1      |
| 2021-2022       | Pafos           | A               | 17+7       | 1          | CC              | 3               | 0               | -                  | -                  | -                  | -           | -           | -           | 27     | 1      |
| 2022-2023       | Pafos           | A               | 21+7       | 1          | CC              | 2               | 0               | -                  | -                  | -                  | -           | -           | -           | 30     | 1      |
| 2023-2024       | Pafos           | A               | 24+9       | 4+1        | CC              | 4               | 1               | -                  | -                  | -                  | -           | -           | -           | 37     | 6      |
| 2024-2025       | Pafos           | A               | 7          | 3          | CC              | 0               | 0               | UEL+UECL           | 2+9                | 1+1                | SC          | 1           | 0           | 19     | 5      |
| Totale Pafos FC | Totale Pafos FC | Totale Pafos FC | 92         | 10         |                 | 9               | 1               |                    | 11                 | 2                  |             | 1           | 0           | 113    | 13     |
| Totale carriera | Totale carriera | Totale carriera | 182        | 13         |                 | 14              | 2               |                    | 11                 | 2                  |             | 1           | 0           | 208    | 17     |

### Cronologia presenze e reti in nazionale
| Cronologia completa delle presenze e delle reti in nazionale ― Romania | Cronologia completa delle presenze e delle reti in nazionale ― Romania | Cronologia completa delle presenze e delle reti in nazionale ― Romania | Cronologia completa delle presenze e delle reti in nazionale ― Romania | Cronologia completa delle presenze e delle reti in nazionale ― Romania | Cronologia completa delle presenze e delle reti in nazionale ― Romania | Cronologia completa delle presenze e delle reti in nazionale ― Romania | Cronologia completa delle presenze e delle reti in nazionale ― Romania |
| Data                                                                   | Città                                                                  | In casa                                                                | Risultato                                                              | Ospiti                                                                 | Competizione                                                           | Reti                                                                   | Note                                                                   |
| ---------------------------------------------------------------------- | ---------------------------------------------------------------------- | ---------------------------------------------------------------------- | ---------------------------------------------------------------------- | ---------------------------------------------------------------------- | ---------------------------------------------------------------------- | ---------------------------------------------------------------------- | ---------------------------------------------------------------------- |
| 24-3-2025                                                              | Serravalle                                                             | San Marino                                                             | 1 – 5                                                                  | Romania                                                                | Qual. Mondiali 2026                                                    | -                                                                      | 61’                                                                    |
| Totale                                                                 |                                                                        | Presenze                                                               | 1                                                                      |                                                                        | Reti                                                                   | 0                                                                      |                                                                        |

| Cronologia completa delle presenze e delle reti in nazionale ― Romania under 21 | Cronologia completa delle presenze e delle reti in nazionale ― Romania under 21 | Cronologia completa delle presenze e delle reti in nazionale ― Romania under 21 | Cronologia completa delle presenze e delle reti in nazionale ― Romania under 21 | Cronologia completa delle presenze e delle reti in nazionale ― Romania under 21 | Cronologia completa delle presenze e delle reti in nazionale ― Romania under 21 | Cronologia completa delle presenze e delle reti in nazionale ― Romania under 21 | Cronologia completa delle presenze e delle reti in nazionale ― Romania under 21 |
| Data                                                                            | Città                                                                           | In casa                                                                         | Risultato                                                                       | Ospiti                                                                          | Competizione                                                                    | Reti                                                                            | Note                                                                            |
| ------------------------------------------------------------------------------- | ------------------------------------------------------------------------------- | ------------------------------------------------------------------------------- | ------------------------------------------------------------------------------- | ------------------------------------------------------------------------------- | ------------------------------------------------------------------------------- | ------------------------------------------------------------------------------- | ------------------------------------------------------------------------------- |
| 24-3-2017                                                                       | Marbella                                                                        | Russia under 21                                                                 | 5 – 1                                                                           | Romania under 21                                                                | Amichevole                                                                      | -                                                                               | 46’                                                                             |
| 27-3-2017                                                                       | Marbella                                                                        | Danimarca under 20                                                              | 2 – 0                                                                           | Romania under 21                                                                | Amichevole                                                                      | -                                                                               | 46’                                                                             |
| 15-11-2018                                                                      | Cluj-Napoca                                                                     | Romania under 21                                                                | 3 – 3                                                                           | Belgio under 21                                                                 | Amichevole                                                                      | -                                                                               | 76’                                                                             |
| 21-3-2019                                                                       | Granada                                                                         | Spagna under 21                                                                 | 1 – 0                                                                           | Romania under 21                                                                | Amichevole                                                                      | -                                                                               | 72’                                                                             |
| 25-3-2019                                                                       | Marbella                                                                        | Danimarca under 20                                                              | 0 – 1                                                                           | Romania under 21                                                                | Amichevole                                                                      | -                                                                               | 70’                                                                             |
| 21-6-2019                                                                       | Cesena                                                                          | Inghilterra under 21                                                            | 2 – 4                                                                           | Romania under 21                                                                | Europeo Under-21 2019 - 1º turno                                                | -                                                                               | 74’                                                                             |
| 24-6-2019                                                                       | Cesena                                                                          | Francia under 21                                                                | 0 – 0                                                                           | Romania under 21                                                                | Europeo Under-21 2019 - 1º turno                                                | -                                                                               | 72’                                                                             |
| 10-9-2019                                                                       | Marbella                                                                        | Danimarca under 21                                                              | 2 – 1                                                                           | Romania under 21                                                                | Amichevole                                                                      | -                                                                               | 51’                                                                             |
| Totale                                                                          |                                                                                 | Presenze                                                                        | 8                                                                               |                                                                                 | Reti                                                                            | 0                                                                               |                                                                                 |

## Palmarès

### Club

#### Competizioni nazionali
- Coppa di Cipro: 1

Pafos: 2023-2024
- Campionato cipriota: 1

Pafos: 2024-2025